# La madre e la morte
La madre e la morte è un cortometraggio muto italiano del 1911 diretto da Arrigo Frusta.

## Trama
La morte (nelle vesti di un vecchio) bussa alla porta di una casa dove una donna accudisce il figlio neonato e glielo sottrae. L'angelo della vita suggerisce il cammino alla donna che prima di raggiungere la morte deve vendere i propri capelli ad una vecchia.
Raggiunta finalmente la meta, la donna implora la morte di lasciare libero il figlio, ma la morte la porta nella fonte dove vedrà la vita futura del ragazzo che si svolge in modo dissoluto fino al suicidio. La donna accetta il destino del figlio "meglio la morte che il disonore".